# 城戸博雅
城戸 博雅（きど ひろよし、1965年6月17日 - ）は、日本の実業家。SBI損害保険代表取締役社長や、SBIインシュアランスグループ代表取締役社長、SBIいきいき少額短期保険取締役会長などを務めた。

## 人物・経歴
福岡県生まれ。1990年立教大学経済学部卒業、第一勧業銀行入行。1997年ソフトバンク出向。1999年ソフトバンク・ファイナンスIR室長。2001年ウェブリース代表取締役社長。2002年ファイナンス・オール取締役。2005年ファイナンス・オール取締役執行役員専務兼CFO。2006年SBIホールディングス取締役執行役員常務ファイナンシャル・サービス事業本部長。2008年SBI損害保険代表取締役社長。2009年SBIホールディングス取締役。2017年SBIインシュアランスグループ代表取締役社長。2018年SBIインシュアランスグループ取締役執行役員副会長、SBIいきいき少額短期保険取締役会長。2019年SBIインシュアランスラボ取締役会長。